# Maur Esteva i Alsina
Maur Esteva i Alsina (nat amb el nom de Daniel; Viladomiu Nou, Gironella, 10 de juliol de 1933 - Monestir de Poblet, 14 de novembre de 2014) fou un monjo cistercenc català. Va ser abat del Monestir de Poblet de 1970 a 1998 i abat general de l'Orde Cistercenc de 1995 a 2010.

## Biografia
Maur Esteve va entrar al monestir de Poblet l'any 1958, i fou ordenat sacerdot el 1967. Va ser abat de Poblet durant la fi del franquisme i la restauració de la democràcia, del 1970 al 1998. Va aconseguir que el monestir fos reconegut Patrimoni de la Humanitat per la UNESCO, el 1991, i donà l'empenta definitiva a la restauració del monestir, amb obres al cimbori, les torres de les armes i de Sant Esteve o les cambres reials. També impulsà la renovació i catalogació de la biblioteca del monestir.
Maur Esteve va rebre la Distinció d'Honor de la Conca de Barberà, atorgada l'abril del 2014 pel Ple del Consell Comarcal de la Conca de Barberà.
Va publicar les obres següents: Poblet, escola de servei: sermons capitulars (1982) i El directori perpetu litúrgic de Poblet (1694) del P. Francesc Dorda (1983), del qual en feu l'estudi i l'edició.